# Sheila Silver
Sheila Silver (* 3. Oktober 1946 in Seattle, Washington) ist eine US-amerikanische Komponistin und Hochschullehrerin.

## Leben
Silver erhielt ab dem fünften Lebensjahr Klavierunterricht. Sie studierte bis 1968 Komposition an der University of California, Berkeley Komposition bei Edwin Dugger. Bei einem zweijährigen Studienaufenthalt in Europa war sie Schülerin von Erhard Karkoschka in Stuttgart und György Ligeti in Hamburg und Berlin. Anschließend studierte sie an der Brandeis University bei Arthur Berger, Harold Shapero und Seymour Shifrin. Ein  Abraham Sachar Traveling Grant ermöglichte ihr einen anderthalbjährigen Aufenthalt in London, außerdem besuchte sie einen Sommerkurs bei Jacob Druckman am Berkshire Music Center in Tanglewood.
Silver komponierte Opern und Filmmusiken, Orchesterwerke, Vokal- und Kammermusik. Sie erhielt Kompositionsaufträge u. a. vom Los Angeles Philharmonic Orchestra, dem Orchestra Sinfonica Nazionale della RAI, dem American Composers Orchestra, dem Indianapolis Symphony Orchestra, dem Chicago String Ensemble, der Richmond und der Illinois Symphony, den Gregg Smith Singers, dem Hartford Chamber Orchestra, dem Guild Trio, dem Muir Quartet, dem Ying Quartet und den Musikern Alexander Paley, Gilbert Kalish, Heidi Lehwalder und Timothy Eddy. Sie wurde mit einem Radcliffe Institute Fellowship (1978), dem Rome Prize (1979) und dem American Academy and Institute of Arts and Letters Composer Award (1986) ausgezeichnet.
Ihr Klavierkonzert wurde 1997 in der Carnegie Hall durch das Litauische Staatsorchester unter Leitung von Gintaras Rinkevičius und dem Solisten Alexander Paley uraufgeführt, ihre Oper The Thief of Love 2001 an der Stony Brook Opera der State University of New York at Stony Brook unter Leitung von David Lawton und Ned Canty. Sie komponierte die Musik zu dem Film Who the Hell is Bobby Roos?, der 2002 beim Seattle International Film Festival mit dem New American Cinema Award ausgezeichnet wurde.
Im Februar 2023 hatte ihre Oper A Thousand Splendid Suns (Tausend strahlende Sonnen) nach dem gleichnamigen Roman des Bestseller-Autors Khaled Hosseini an der Seattle Opera Premiere.
Silver lebt mit ihrem Mann, dem Drehbuchautor und Regisseur John Feldman, in New York und ist emeritierte Professorin der State University of New York at Stony Brook.

## Preise
- Elliot Carter Resident Composer at the American Academy in Rome (Frühjahr 2020)
- Guggenheim Fellowship (2013)
- The Raymond and Beverly Sackler Prize in Music Composition in Opera (2007—für The Wooden Sword)
- American Academy of Arts and Letters Composer Award (1986)
- Zweimalige Gewinnerin des ISCM National Composers Competition (1982 und 1983)
- The Rome Prize in Music Composition (1979)
- The Radcliffe Institute Fellowship (1977)
- The George Ladd Prix de Paris (1969–71)
- Koussevitzky Fellowship

## Werke (Auswahl)
- Streichquartett, 1975
- Galixidi für Orchester, 1976
- Canto (nach Ezra Pounds Canto XXXIX) für Bariton und Instrumentalensemble, 1979
- Chariessa für Sopran und Orchester (nach Fragmenten von Sappho), 1980
- Fantasy Quasi Theme and Variations für Klavier, 1980
- Theme an Variations for Bowed Vibraphone, 1980
- Two Elizabethan Songs für gemischten Chor a cappella, 1981
- Ek Ong Kar für gemischten Chor a cappella, 1981
- The Thief of Love, Oper, 1981–86
- Shirat Sarah für Streichorchester, 1985, 1987
- Dance Converging für Viola, Horn, Klavier und Perkussion, 1987
- G Whiz für zwei Violinen und Marimba, 1988
- Sonate für Cello und Klavier, 1988
- Windows Waltz für Kammerensemble, 1988

- Oh Thou Beautiful One für Klavier, 1989
- Dance of Wild Angels für Kammerorchester, 1990
- Boruchi Nafshi Et Adonai für Antiphonchor und Klavier, 1990
- Six Preludes pou Piano d’après poèmes de Baudelaire, 1991
- Three Preludes for Orchestra, 1992
- To the Spirit Unconquered für Violine, Cello und Klavier, 1992
- From Darkness Emerging für zwei Violinen, Viola, Cello und Harfe, 1995
- Transcending für Bariton und Klavier, 1995
- Klavierkonzert, 1996
- Streichquartett #2, 1997
- Winter Tapestry für Kammerensemble, 1998
- Lullaby für Fagott und Klavier, 1999
- As the Earth Turns für zwei Blasinstrumente, Tonband und Video, 1999
- Subway Sunset für Oboe, Klavier und Video, 2000
- The Thief of Love, Oper 1986, UA 2001
- Fantasy on an Imaginary Folk Song für Flöte und Streichorchester, 2002
- From Darneslöte und Streichorchester, 2002
- Moon Prayer für zwei Violinen, zwei Bratschen und zwei Celli, 2002
- Midnight Prayer für Orchester, 2003
- Chant für Kontrabass und Klavier, 2000, 2004
- Twilight’s Last Gleaming für zwei Klaviere und zwei Perkussionisten, 2008
- Hazim’s Dance für Oboe, Harfe, Violine, Viola und Cello, 2008
- Six Beads on a String für Violine, 2008
- The Wooden Sword, Oper, 2007, UA 2010
- The White Rooster, Kantate, UA 2010
- Toccata and Nocturne, für Klavier, inspired by Raga Jog, 2016/18
- Being in Life, Konzert für Horn/Alphorn, Streichorchester und Tibetische Klangschalen, 2019
- Resilient Earth: Six Preludes for Piano and Four Caprices for Solo Violin, UA 2022
- A Thousand Splendid Suns (Tausend strahlende Sonnen), UA 2023

## Diskographie
- Beauty Intolerable: Songs of Sheila Silver (2021), CD, (TROY 1854–55) with Dawn Upshaw, Stephanie Blythe, Sidney Outlaw, Lucy Fitz Gibbon, Deanne Meek, Risa Renae Harman, Gilbert Kalish, Timothy Long, Kayo Iwama, Warren Jones, Ryan M. McCullough

1. Beauty Intolerable, A Songbook based on the poetry of Edna St. Vincent Millay
2. On Loving, Three Songs for Diane Kalish, in memoriam
3. Transcending, Three Songs for Michael Dash, in memoriam
4. Chariessa, A Cycle of Six Songs on Fragments from Sappho
5. Nocturne, Inspired by Raga Jog, for solo piano

- String Quartet (2011) (NWCRL 520) Atlantic String Quartet
- Twilight’s Last Gleaming (2009) (Bridge 9319 – Stony Brook Soundings) Pianists: Gilbert Kalish, Christina Dahl. Percussion: Eduardo Leandro, Kevin Dufford
- Six préludes pour piano, d’après poèmes de Baudelaire (2009) (TROY 1087) Tanya Bannister, piano
- Shirat Sara (Song of Sarah) (2004) Milken Archive (Naxos 8.559426) Gerard Schwarz and the Seattle Symphony Strings
- Piano Concerto and Six Preludes for Piano on Poems of Baudelaire (2003) (Naxos 8.557015) with Alexander Paley, piano, Lithuanian State Symphony Orchestra, Guntaras Rinkevicius, conductor
- To the Spirit Unconquered (1996) (CRI 708) The Guild Trio: Janet Orenstein, violin; Brooks Whitehouse, cello; Patricia Tao, piano; Gilbert Kalish, piano; Lois Martin, viola; William Purvis, French horn; Lisa Moore, piano; Thad Wheeler, percussion

1. Dance Converging
2. Dynamis
3. Six Preludes for Piano on poems of Baudelaire

- Ek Ong Kar (1987) (GSS 107) The Gregg Smith Singers
- Canto,  A Setting of Ezra Pound’s Canto XXIX (1979) (Mode 23) Musicians’ Accord ensemble, Michael Dash, baritone, Sheila Silver, cond.
- Cello Sonata (1977) (CRI 590) Timothy Eddy, cello, Gilbert Kalish, piano